# إلين ويلر
إلين ويلر (بالإنجليزية: Ellen Wheeler)‏ هي كاتبة سيناريو وممثلة أمريكية، ولدت في 9 أكتوبر 1961 في هوليوود في الولايات المتحدة.

## أعمال

### مسلسلات
- عالم آخر

## وصلات خارجية
- إلين ويلر على موقع IMDb (الإنجليزية)
- إلين ويلر على موقع قاعدة بيانات الفيلم (الإنجليزية)
- إلين ويلر على موقع كينوبويسك (الروسية)